# 2508-as mellékút (Magyarország)
A 2508-as számú mellékút egy négy számjegyű mellékút Borsod-Abaúj-Zemplén és Heves vármegyék határvidékén, az Upponyi-hegységben, illetve utolsó szakaszán a Bükk északi lábainál.

## Nyomvonala
A 25-ös főútból ágazik ki, annak 68+600-as kilométerszelvénye közelében, Ózd központjában, egy körforgalmú csomópontból, Munkás út néven, nem sokkal a csomópont után halad el a buszpályaudvar mellett. Végighalad Táncsicstelep városrészen; a Petőfi Sándor térnél egy darabon egyirányú útként húzódik dél felé – az ellenkező irányú, alig fél kilométeres útszakasz a 2528-as útszámozást viseli. Harmadik kilométerének megtétele után lép át Farkaslyuk területére, melynek központja az 5. kilométerénél van. A következő település Csernely a 11+700-as kilométerszelvény környékén; itt torkollik bele az útba (még a falu északi végén, a 11+200-as szelvény közelében) a 2518-as út. Bükkmogyorósd a következő, útjába eső település a 14. kilométernél, végül az út szilvásváradi területre ér. 17+500-as kilométerszelvényénél keresztezi az Eger–Putnok-vasútvonalat, majd néhány száz méterrel arrébb, a 17+900-as szelvény közelében kiágazik belőle a Szilvásvárad vasútállomáshoz vezető 25 306-os út. A 2506-os útba torkollik, annak 15+500-as kilométerszelvénye közelében, és ott véget is ér.
Az országos közutak térképes nyilvántartását szolgáló kira.gov.hu adatbázisa szerint a teljes hossza 18,609 kilométer.

## Települések az út mentén
- Ózd
- Farkaslyuk
- Csernely
- Bükkmogyorósd
- Szilvásvárad